# Ken Toyoda
Ken Toyoda (japanisch 豊田 兼 Toyoda Ken; * 15. Oktober 2002 in Tokio) ist ein japanischer Hürdenläufer, der sich auf die 110-Meter-Distanz spezialisiert hat.

## Sportliche Laufbahn
Erste internationale Erfahrungen sammelte Ken Toyoda im Jahr 2023, als er bei den World University Games in Chengdu in 13,40 s die Goldmedaille über 110 Meter Hürden gewann. Im Jahr darauf siegte er in 48,36 s im 400-Meter-Hürdenlauf beim Seiko Golden Grand Prix und im August schied er bei den Olympischen Sommerspielen in Paris in der ersten Runde aus.
2024 wurde Toyoda japanischer Meister im 400-Meter-Hürdenlauf sowie 2023 in der 4-mal-100-Meter-Staffel.

## Persönliche Bestleistungen
- 400 Meter: 45,57 s, 9. Mai 2024 in Tokio
- 110 m Hürden: 13,29 s (+1,1 m/s), 4. August 2023 in Chengdu
- 400 m Hürden: 47,99 s, 28. Juni 2024 in Niigata